# Караяйла
Караяйла (на турски: Karayayla) е село в Източна Тракия, Турция, Вилает Одрин, Околия Узункьопрю.

## География
Селото се намира на 12 километра западно от Узункьопрю.

## История
В 19 век Караяйла е българско село в Узункьоприйска кааза на Одринския вилает на Османската империя. Според „Етнография на вилаетите Адрианопол, Монастир и Салоника“, издадена в Константинопол в 1878 година и отразяваща статистиката на населението от 1873 Кара-Айлй (Cara-Ayly) е село със 70 домакинства и 346 българи.